# Steven van de Velde
Steven van de Velde (Den Haag, 8 augustus 1994) is een Nederlands beachvolleybalspeler. Hij werd vijfmaal nationaal kampioen. In 2016 is van de Velde veroordeeld door een Engelse rechtbank voor het seksueel misbruiken van een minderjarige.

## Carrière
Van de Velde werd in 2011 met Jeffrey van Wijk Nederlands kampioen onder 20. Het jaar daarop eindigde het duo bij de Europese kampioenschappen onder 23 in Assen als zeventiende en bij het EK onder 20 in Hartberg als negende. In 2013 vormde hij een duo met Daan Spijkers en maakte hij in Fuzhou zijn debuut in de FIVB World Tour. Het daaropvolgende seizoen speelde hij drie wedstrijden in de World Tour met Reinder Nummerdor. Met Jasper Bouter nam Van de Velde daarnaast deel aan de wereldkampioenschappen onder 23 in Mysłowice en de WK onder 21 in Larnaca, waar het tweetal respectievelijk als eenenveertigste en zeventiende eindigde. In 2015 vormde hij een duo met Michiel van Dorsten. Bij de Europese Spelen in Bakoe strandden ze in de groepsfase en bij het WK in eigen land werden ze in de zestiende finale uitgeschakeld door de Mexicanen Juan Virgen en Lombardo Ontiveros. Met Dirk Boehlé was hij daarnaast actief in de nationale competitie en won hij in Scheveningen de nationale titel.
In 2017 vormde hij wederom een team met Boehlé. Het duo was vooral actief in de Nederlandse competitie en won zilver bij de nationale kampioenschappen achter Bouter en Christiaan Varenhorst. Aan het eind van het jaar speelden ze twee toernooien in de World Tour met twee vijfde plaatsen als resultaat. In 2018 namen Van de Velde en Boehlé deel aan acht FIVB-toernooien. Ze behaalden een derde plaats in Aalsmeer en eindigden als vijfde in Luzern. Bij het EK in eigen land werden ze in de tussenronde uitgeschakeld door het Tsjechische duo Ondřej Perušič en David Schweiner. Daarnaast wonnen ze voor de tweede keer de nationale titel.
Het seizoen daarop vormde Van de Velde een team met Varenhorst. Het tweetal deed mee aan negen reguliere toernooien in de World Tour, waarbij het vijf toptienklasseringen behaalde. In Itapema werden ze derde en in Doha, Espinho, Wenen en Moskou eindigden ze als negende. Bij het EK in Moskou behaalden ze eveneens een negende plaats nadat het Russische duo Konstantin Semjonov en Ilja Lesjoekov in de achtste finale te sterk was. Ze sloten het seizoen af met een vijfde plaats bij de World Tour Finals in Rome. Het daaropvolgende seizoen speelde het duo twee wedstrijden in de World Tour en strandden ze bij het EK in Jūrmala opnieuw in de achtste finale, ditmaal tegen de Zwitsers Marco Krattiger en Florian Breer. Daarnaast deed Van de Velde met drie verschillende partners mee aan drie toernooien in de Nederlandse competitie. In 2021 speelden Van de Velde en Varenhorst zes wedstrijden in de World Tour waarbij ze vijfmaal de top tien haalden; in Sotsji werden ze derde. Bij het EK in Wenen werden ze in de achtste finale uitgeschakeld door Semjonov en Lesjoekov en bij de NK behaalden ze de bronzen medaille.
In 2024 kwalificeerde Van de Velde zich samen met Matthew Immers voor de Olympische Zomerspelen van 2024, waarbij het NOC*NSF achter zijn toelating staat. Bij de Olympische Spelen wisten ze tot aan de knock-outfase te komen waarin ze werden uitgeschakeld door het duo Evandro en Arthur. Bij het EK beachvolleybal in eigen land wist Van de Velde samen met Immers een bronzen medaille te winnen door in de troostfinale te winnen van Samuele Cottafava en Paolo Nicolai. Een jaar later won hij samen met Alexander Brouwer opnieuw een bronzen medaille bij het EK beachvolleybal. Zij wonnen de troostfinale van hun landgenoten Stefan Boermans en Yorick de Groot.

## Veroordeling
In augustus 2014 reisde Van de Velde naar het Verenigd Koninkrijk voor het ontmoeten van een twaalfjarig meisje, waarmee hij al langere tijd via sociale media contact had. In 2016 bekende hij dat hij toen seks met haar heeft gehad en zich bewust te zijn geweest van haar jonge leeftijd. Hij werd door een Engelse rechtbank veroordeeld tot een celstraf van vier jaar voor het seksueel misbruiken van een minderjarige. Na zijn veroordeling werd Van de Velde uitgeleverd aan Nederland om daar zijn straf uit te zitten, waar hij na 12 maanden werd vrijgelaten.

## Privé
Sinds 1 januari 2022 is Van de Velde getrouwd met de Duitse beachvolleybalspeelster Kim Behrens.

## Palmares
Kampioenschappen
- 2011:  NK U20
- 2015:  NK
- 2017:  NK
- 2018:  NK
- 2021:  NK
- 2022:  NK
- 2023:  NK
- 2024:  EK
- 2025:  EK

FIVB World Tour
- 2018:  1* Aalsmeer
- 2019:  4* Itapema
- 2021:  4* Sotsji